# St. Märgen
St. Märgen este o localitate în districtul Breisgau-Hochschwarzwald, landul Baden-Württemberg, Germania.